# Densitat espectral
|  | Per a altres significats, vegeu «densitat (desambiguació)». |

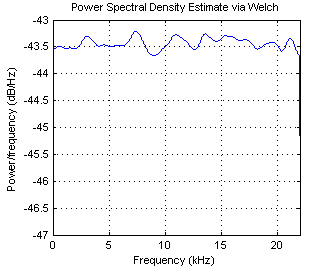
DEP d'un senyal aleatori a la banda de 0 kHz-20 kHz estimada mitjançant el mètode de Welch.

La Densitat Espectral (Spectral Density), a matemàtiques i a física, d'un senyal és una funció matemàtica que ens informa de com està distribuïda la potència o l'energia (segons el cas) d'aquest senyal sobre les diferents freqüències de les que està formada, és a dir, el seu espectre.
La definició matemàtica de la densitat espectral (DE) és diferent depenent de si es tracta de senyals definits en energia (en aquest cas es parla de densitat espectral d'energia (DEE)), o de senyals definits en potència (en aquest cas parlem de densitat espectral de potència (DEP)).
Encara que la densitat espectral no és exactament el mateix que l'espectre d'un senyal, de vegades tots dos termes s'usen indistintament, la qual cosa, en rigor, és incorrecte.

## Definició matemàtica

### Per al cas de senyals definits en energia
Un senyal {\displaystyle x(t)} és definit en energia si la seva energia mitjana és finita, ie, {\displaystyle 0<E_{x}<\infty } i per tant, la seva potència mitjana és zero. Una altra manera de dir el mateix és si la integral del seu valor absolut al quadrat existeix i és finita.
La seva DEE és
{\displaystyle S_{xx}(f)=\left|X(f)\right|^{2}} expressat en [J/Hz]
on {\displaystyle X(f)} és la Transformada de Fourier de {\displaystyle x(t)}, la integral d'aquesta funció en tot l'eix {\displaystyle f} és el valor de l'energia total del senyal {\displaystyle x(t)}
{\displaystyle E=\int _{-\infty }^{+\infty }s_{xx}(f)df}

### Per al cas de senyals definits en potència
Un senyal {\displaystyle x(t)} és definit en potència si la seva potència mitjana és finita i positiva, ie, {\displaystyle 0<P_{x}<\infty } i per tant, la seva energia mitjana és infinita, {\displaystyle E_{x}=\infty }.
La DEP es calcula utilitzant el teorema de Wiener-Khinchin el qual relaciona la DEP amb la transformada de Fourier de la funció d'autocorrelació
{\displaystyle S_{xx}(f)={\mbox{TF}}\left\{r_{xx}(\tau )\right\}=\int _{-\infty }^{\infty }\,r_{xx}(\tau )\,e^{-2\pi \,if\tau }\,d\tau } expressat en [W/Hz]
on {\displaystyle {\mbox{TF}}} vol dir Transformada de Fourier i {\displaystyle r_{xx}} és la funció d'autocorrelació de {\displaystyle x(t)}.
El valor {\displaystyle s_{xx}(0)} és la potència de la component contínua (DC) del senyal. La integral d'aquesta funció en tot l'eix {\displaystyle f} és el valor de la potència total del senyal {\displaystyle x(t)}
{\displaystyle P=\int _{-\infty }^{+\infty }s_{xx}(f)df}
Usant el concepte de correlació creuada és possible definir també la  densitat espectral creuada .
{\displaystyle S_{xi}(f)={\mbox{TF}}\left\{r_{xy}(\tau )\right\}}

Nota: En realitat, la definició de la DEP serveix també pels senyals definits en energia, que serien un cas particular. En aquest cas la transformada de Fourier de l'autocorrelació seria simplement la transformada de Fourier al quadrat, és a dir, la DEE.

## Propietats

### Relatives als sistemes lineals i invariants amb el temps
En un sistema lineal i invariant amb el temps en què {\displaystyle x(t)} és l'entrada, {\displaystyle h(t)} la resposta a l'impuls i {\displaystyle i(t)} la sortida del sistema. Tenim les següents propietats:
{\displaystyle M_{y}=m_{x}\cdot H(0)}
{\displaystyle S_{ii}(\omega )=s_{xx}(\omega )\cdot |H(\omega )|^{2}}
{\displaystyle S_{xy}(\omega )=s_{xx}(\omega )\cdot H^{*}(\omega )}
{\displaystyle S_{ix}(\omega )=s_{xi}^{*}(\omega )=s_{xx}(\omega )\cdot H(\omega )}
on {\displaystyle m_{y}} és la mitjana de {\displaystyle i(t)} i {\displaystyle s_{xi}} és la densitat espectral creuada entre {\displaystyle x(t)} i {\displaystyle i(t)}

### Suma de processos
En general, la Densitat Espectral de la suma  NO és suma de Densitats espectrals. Això només és cert si tots dos processos no estan correlacionats. En general, si tenim:
{\displaystyle Z(t)=x(t)+y(t)}
on {\displaystyle x(t)} y {\displaystyle y(t)} són conjuntament estacionaris, aleshores
{\displaystyle R_{zz}(\tau )=r_{xx}(\tau )+r_{yy}(\tau )+r_{xy}(\tau )+r_{yx}(\tau )\,}
{\displaystyle S_{zz}(\omega )=s_{xx}(\omega )+s_{yy}(\omega )+s_{xy}(\omega )+s_{yx}(\omega )\,}
{\displaystyle S_{zz}(\omega )=s_{xx}(\omega )+s_{yy}(\omega )+s_{xy}(\omega )+s_{xy}^{*}(\omega )\,}
{\displaystyle S_{zz}(\omega )=s_{xx}(\omega )+s_{yy}(\omega )+2{\mbox{Re}}\left[s_{xy}(\omega )\right]}

## Estimació de la densitat espectral
Un problema molt comú i amb grans aplicacions pràctiques en processament de senyals és el d'estimar la densitat espectral de potència d'un senyal aleatori estacionari. Diem "estimar", ja que, com el senyal és un procés estocàstic (estacionari) donada la naturalesa estocàstica del mateix no és possible determinar amb absoluta precisió la seva DEP llevat que disposem d'un registre de senyal infinit, la qual cosa no és possible.
Les tècniques d'estimació es divideixen en dos grans grups:
- No paramètriques. Estan basades sempre d'una o altra manera en el càlcul del periodograma. Calcular la transformada de Fourier (en un ordinador és la DFT) d'un registre de senyal per estimar el seu espectre és un exemple de tècnica no paramètrica.
- Paramètriques. Consisteixen a suposar un determinat model per al procés estocàstic (models AR, MA, ARMA, etc.) i en l'estimació dels paràmetres d'aquests models mitjançant tècniques de predicció lineal (filtratge lineal òptim) o altres mètodes.

### Sobre els processos estocàstics no estacionaris
La DE només està matemàticament ben definida en el cas de senyals amb una funció d'autocorrelació estacionària, ie, que no depengui de la posició de les variables aleatòries que componen el procés sinó només de la distància entre elles. És a dir, la DE només està ben definida per al cas de senyals deterministes i senyals aleatoris estacionaris.
Un procés aleatori no estacionari que és estacionari a trossos es diu quasi-estacionari i és possible definir la DEP en cada un d'aquests trossos. Per estimar la DEP en aquest tipus de processos del normal des d'un mètode d'estimació espectral paramètric adaptatiu (per exemple mitjançant un model AR i l'algorisme LMS per identificar el model AR).

## Aplicacions
- Intuïtivament, la Densitat Espectral serveix per identificar periodicitats amagades en una funció de variable contínua o de variable discreta (seqüència de números)
- Estimar l'entropia d'un procés aleatori (els senyals deterministes òbviament no tenen entropia). Com més plana és la DEP d'un senyal aleatori, més entropia conté. Un senyal aleatori en què la DEP sigui perfectament plana s'anomena soroll blanc, no conté redundància i, per tant, no pot ser comprimit (sense pèrdues).
- Un cop coneguda la seva entropia, comprimir, amb pèrdues o sense, un senyal d'àudio o vídeo (còdecs FLAC/MP3/OGG, DIVX/Theora/, etc.) o restaurar les seves propietats.
- Proporciona informació molt valuosa sobre la dinàmica interna de molts sistemes físics. Serveix per identificar elements o compostos químics (espectroscòpia). També serveix per a la identificació de models matemàtics lineals en teoria de control